# Lana (Spanyolország)
Lana település Spanyolországban, Navarra autonóm közösségben. Lana Zúñiga, Mendaza, Ancín-Antzin, Campezo-Kanpezu és Harana/Valle de Arana községekkel határos. Lakosainak száma 157 fő (2024).

## Népesség
A település népessége az elmúlt években az alábbi módon változott:
| Lakosok száma | 214  | 215  | 197  | 196  | 191  | 182  | 166  | 169  | 155  | 157  |
|               | 2001 | 2004 | 2007 | 2009 | 2012 | 2014 | 2017 | 2019 | 2022 | 2024 |